# Marumba poliotis
Marumba poliotis is een vlinder uit de familie van de pijlstaarten (Sphingidae). De wetenschappelijke naam van de soort werd in 1907 gepubliceerd door George Francis Hampson.